# Parafia Niepokalanego Poczęcia Najświętszej Maryi Panny i św. Maksymiliana Marii Kolbe w Mysłowicach
Parafia Niepokalanego Poczęcia Najświętszej Maryi Panny i św. Maksymiliana Marii Kolbe – rzymskokatolicka parafia znajdująca się w Mysłowicach, w dzielnicy Janów Miejski. Parafia należy do dekanatu mysłowickiego w archidiecezji katowickiej
Pozwolenie na budowę kościoła parafia otrzymała 25 lutego 1971 r. Budowę kościoła rozpoczęto w 1972. Kościół został poświęcony 8 grudnia 1974 r. przez ks. biskupa Herberta Bednorza. Pierwszym proboszczem został ks. Paweł Bednorz. Po jego śmierci od 1996 r. proboszczem był ks. dziekan Krzysztof Kasza. Od 29 lipca 2007 r. proboszczem jest ks. Andrzej Hnida.

## Geneza Parafii
Historia parafii janowskiej sięga przełomu XIX i XX w. W 1861 r. z obszaru dworskiego Mysłowic wydzielono Janów i utworzono gminę wiejską, tzw. Janów Wiejski (obecny Nikiszowiec), który nadal należał do parafii mysłowickiej. Przemiany industrialne spowodowały wzrost ludności i pojawiła się potrzeba budowy nowego kościoła dla mieszkańców Janowa Wiejskiego. Kościół stanął w 1927 r. i dał początek samodzielnej parafii św. Anny, która po 1945 r. stała się już częścią Katowic. Natomiast należący wciąż do miejskiego obszaru Mysłowic Janów Miejski nadal był terenem parafii Najświętszego Serca Pana Jezusa. Z powodu jednak znacznych odległości dzielących mieszkańców tej dzielnicy od kościoła parafialnego pojawiała się powoli potrzeba nowego kościoła – tym razem w Janowie Miejskim. Ta potrzeba odczuwana jeszcze przed wybuchem II wojny światowej nie mogła być długo zaspokojona. Po wojnie komunistyczne władze nie widziały potrzeby wznoszenia obiektu sakralnego w tej dzielnicy Mysłowic. Duchowym opiekunem starających się o zgodę na budowę kościoła był proboszcz parafii Najświętszego Serca Pana Jezusa ks. Augustyn Rychlikowski. W 1971 Wojewódzka Rada Narodowa w Katowicach wydała zezwolenie na budowę kościoła. Z kilku propozycji lokalizacji świątyni wybrano ostatecznie teren przy ulicy Jodłowej. Były tam dwie działki należące do Pań Wilczyńskiej i Buczek, teren ten musiał więc być nabyty drogą kupna.

## Historia parafii
1975 r. rozpoczął życie nowej autonomicznej parafii Janowskiej. 1 października została ona oficjalnie erygowana. Jako pierwszego wikarego skierowano tam księdza Antoniego Honisza. Rozpoczęto budowę probostwa. Rok później budowa probostwa została zakończona. 
W białą niedzielę po Wielkanocy 1987 r. poświęcony został obraz Miłosierdzia Bożego ufundowany przez ks. prof. Jana Grzesicę, mieszkańca parafii Janowskiej. Obraz zawisł w kaplicy Miłosierdzia Bożego.

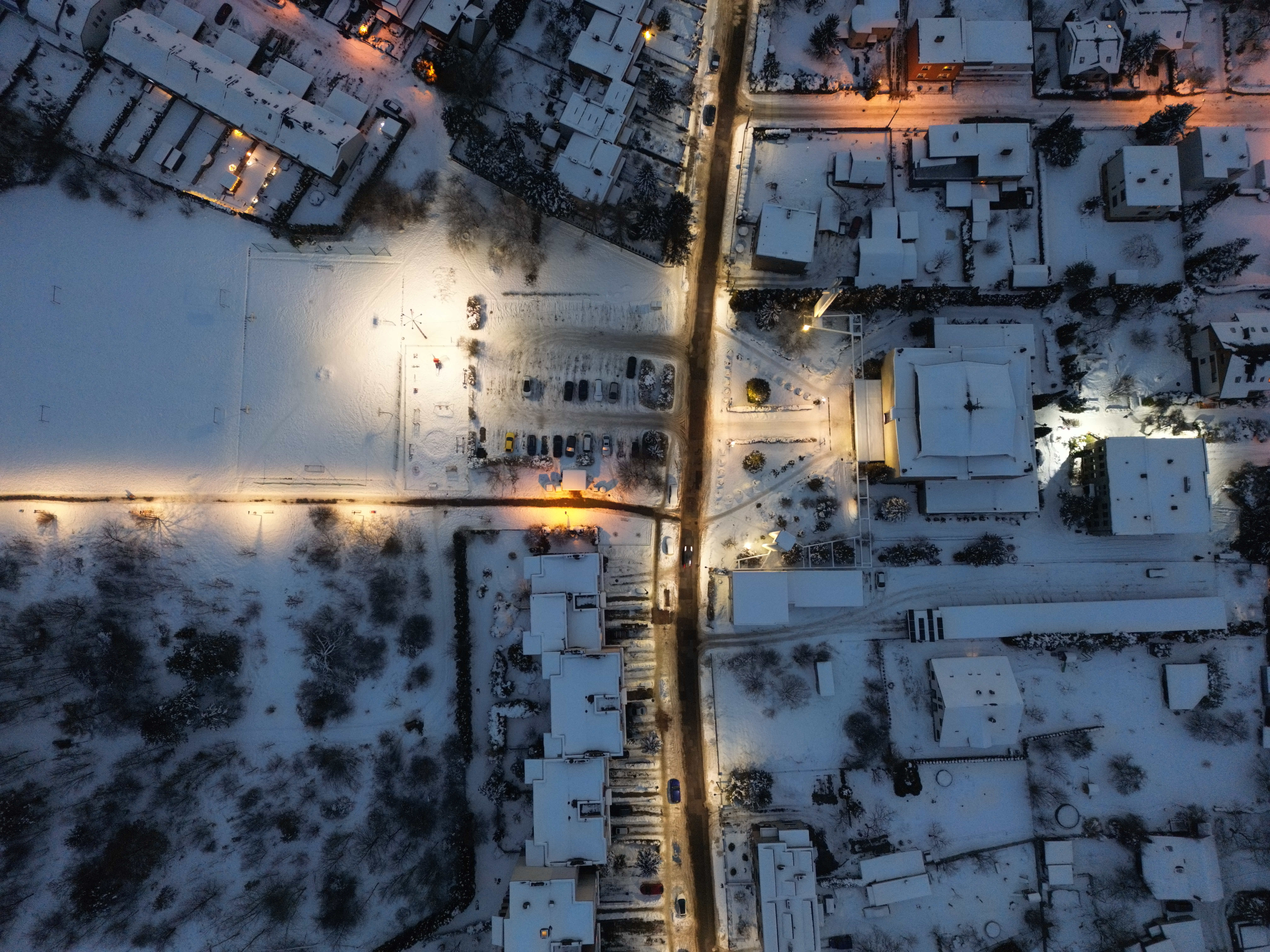
Parafia Poczęcia i św. Maksymiliana Kolbe z wysokości

16 grudnia 1996 r. zmarł proboszcz Paweł Bednorz. Został on pochowany przy kościele, który zbudował. 
W 1996 z inicjatywy kolejnego proboszcza ks. Krzysztofa Kaszy, powstała gazetka parafialna  „Dzwonek Janowski”.
Mniej więcej w tym samym czasie rozpoczynają się prace remontowe. Założono wentylację. 1 września 1999 r. rozpoczął się remont generalny kościoła. Przekształceniu uległo prezbiterium, później zamontowano ogrzewanie podłogowe i nową posadzkę.
W 2007 r. nastąpiła zmiana proboszcza. Ks. Krzysztof Kasza został mianowany proboszczem parafii Najświętszego Serca Pana Jezusa a na jego miejsce w Janowie przyszedł wikary z Chorzowa ks. Andrzej Hnida.

## Grupy parafialne działające w parafii i ich początki
- Apostolstwo Dobrej Śmierci – grupa modlących się do Miłosierdzia Bożego o odpuszczenie grzechów i szczęśliwą śmierć dla członków Apostolstwa i grzeszników całego świata.
- Archikonfraternia Literacka – mężczyźni pogłębiający swoje życie duchowe i intelektualne, szerzący kult Matki Bożej, a zwłaszcza Jej Niepokalanego Poczęcia.
- Bractwo Miłosierdzia Bożego – członkowie codziennie odmawiają Koronkę do Bożego Miłosierdzia. Pierwszym wpisanym do księgi bractwa był pierwszy proboszcz, ks. Paweł Bednorz.
- Chór św. Maksymiliana – założony przez ks. Krzysztofa Kaszę i organistę Piotra Nowatkowskiego. Prezesem od samego początku jest p. Rudolf Nyga.
- Dzieci Maryi – Ruch Dzieci Maryi zatwierdził ks. biskup Herbert Bednorz pismem z dnia 24 maja 1978 r. Członkowie tego ruchu wybierają Maryję jako wzór naśladowania Chrystusa.
- Eucharystyczny Ruch Młodych – w opisywanej parafii spotkania dzieci, które chcą żyć blisko Chrystusa Eucharystycznego zostały zapoczątkowane przez księdza Mirosława Rataja.
- Ministranci – grupa chłopców w różnym wieku służy w tej parafii przy ołtarzu.
- Odnowa w Duchu Świętym – ta grupa modlitewna powstała z inspiracji ks. wikarego Jerzego Palińskiego oraz sióstr Ani Czackiej i Jadwigi Jackiewicz we wrześniu 1985 r.
- Róże Różańcowe – ks. proboszcz Paweł Bednorz zachęcił parafian do odmawiania różańca św. przed każdą wieczorną mszą świętą. Później zorganizował stałe Róże Różańcowe.
- Ruch Światło-Życie
- Zespół Charytatywny – Zespół Charytatywny powstał w okresie stanu wojennego z inicjatywy śp. ks. Proboszcza Pawła Bednorza. Na początku swojej działalności zespół zajmował się rozdzielaniem darów, które zaczęły napływać z zagranicy.